# Robert Koenig
Robert Koenig, född den 15 november 1828 i Danzig, död den 8 april 1900 i Potsdam, var en tysk skolman och litteraturhistoriker.
Koenig var ledare av ett par högre flickskolor och utgav några år tidskriften Daheim i Leipzig. Han författade skolböcker och skrifter i kvinnofrågan samt en mycket spridd Deutsche Literaturgeschichte (1878; 29:e upplagan 1902; även utgiven i Abriss, 5:e upplagan 1908).